# Consolida kabuliana
Consolida kabuliana là một loài thực vật có hoa trong họ Mao lương. Loài này được (Akhtar) Iranshahr mô tả khoa học đầu tiên năm 1992.